# Perperikon
La antigua ciudad tracia de Perperikon (también Perpericon; en búlgaro: Перперикон, en griego: Περπερικόν ) se encuentra en los Ródope del Este, 15 km al noreste de la ciudad actual de Kardzhali, Bulgaria, a unos 470 m de altura, en lo alto de una colina rocosa, que se cree que fue un lugar sagrado. El pueblo de Gorna Krepost ("Fortaleza superior") se encuentra al pie de la colina y el río Perpereshka, que arrastra oro en sus arenas, discurre cerca. Perperikon es el sitio de conjuntos megalíticos más grande de los Balcanes. 

## El nombre "Perperikon"
El nombre Perperikon data de la Edad Media, de los siglo XI al XIII. El nombre original Hyperperakion fue acortado por los escribas a Perperakion o Perperikon. Hay al menos dos teorías sobre el origen y significado del nombre, una lo asocia con la extracción de oro: la ciudad pudo haber sido llamada así por el proceso medieval de refinación del oro a alta temperatura (hyperpyros griego medieval), o que se volviera a usar un nombre de la era clásica para el sitio, derivado de una palabra para altar de fuego ( hippyros en griego antiguo).

## Historia

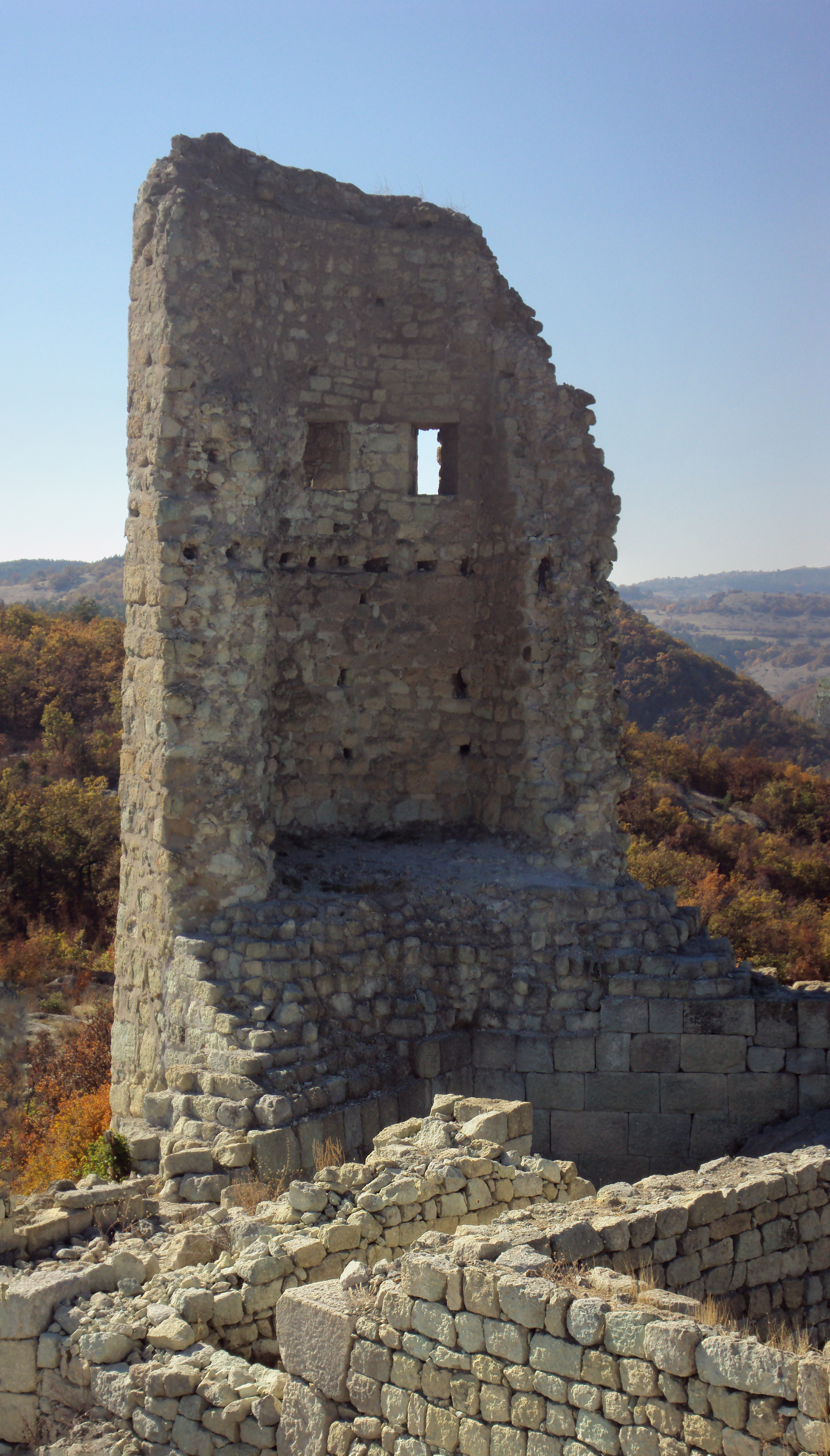

La actividad humana en la zona se remonta al 5000 a. C. Los primeros vestigios de la civilización en la colina datan de la Edad de Bronce, mientras que las cerámicas encontradas en el lugar datan de la Edad del Hierro Temprana, así como el impresionante altar redondo, de casi 2 m de diámetro, tallado fuera de las rocas. 
Se cree que durante la era clásica se ubicó en Perperikon un famoso Templo de Dionisio.
Perperikon es el sitio desde el cual Medokos se declaró a sí mismo rey de Tracia en el 424 a. C., después de la muerte de Sitalces, siendo derrocado después.
El arqueólogo búlgaro Nikolay Ovcharov comenzó los trabajos de excavación en Perperikon en el 2000 y reveló los restos del antiguo complejo arquitectónico.
Los arqueólogos han descubierto un palacio gigante de varios pisos y una imponente fortaleza construida alrededor de la colina, con paredes gruesas de 2.8 m. Este palacio data de la época del Imperio Romano.  También fueron construidos en la fortaleza templos y barrios residenciales. El complejo megalítico fue derruido y vuelto a erigir muchas veces a lo largo de la historia. 
Se está construyendo un centro de visitantes de 2,4 millones de euros con fondos proporcionados por la UE.

## Iglesia

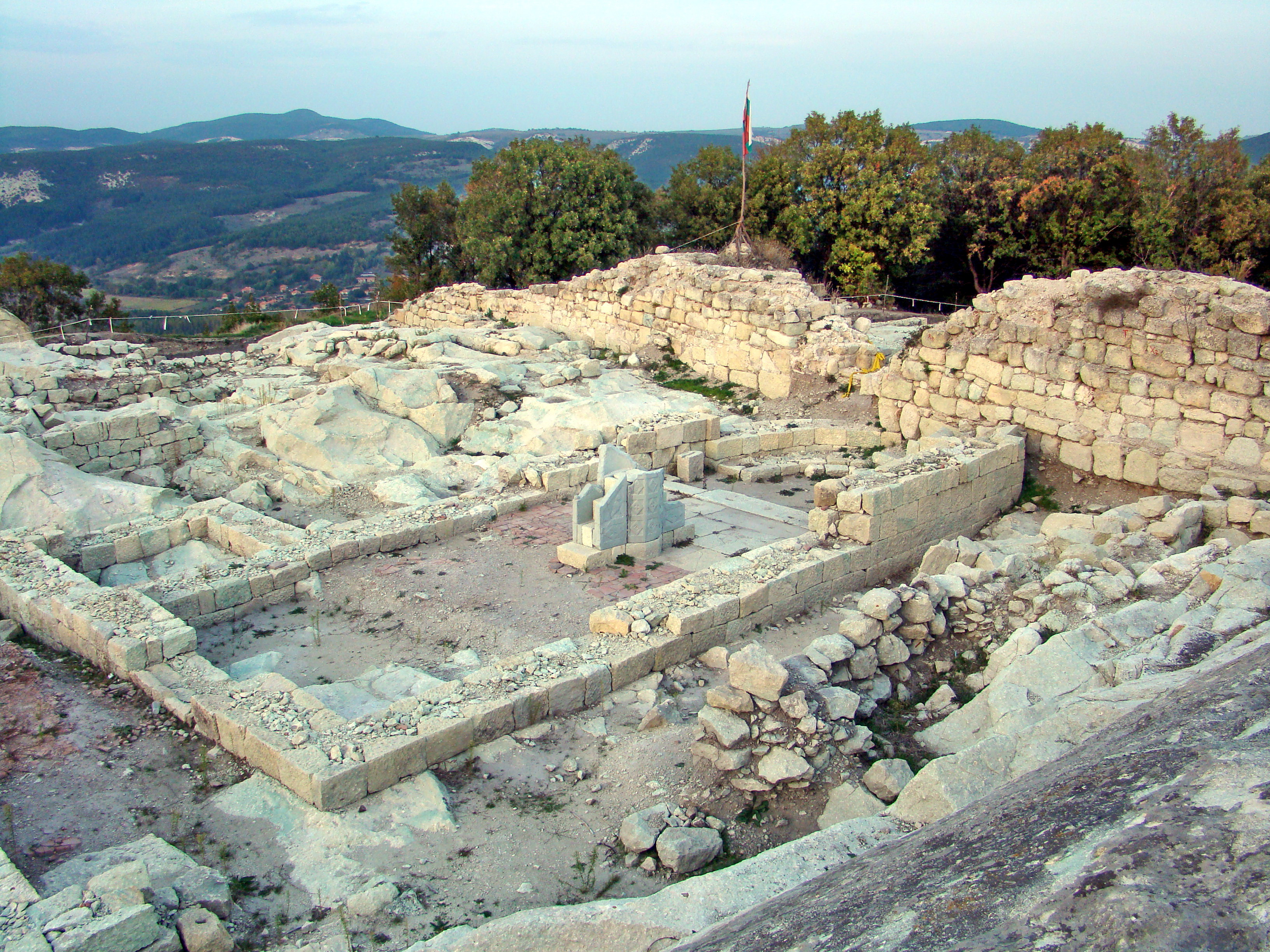
El sitio de la iglesia de Perperikon

Arqueólogos búlgaros encontraron un púlpito de la iglesia en la cima del santuario de roca tracio, el 10 de septiembre de 2005. Se cree que es el primero que se encuentra en Bulgaria. El púlpito probablemente fue construido al final del siglo IV  o principios del V, durante el reinado del bizantino Arcadio y coincidió con el período de la primera aparición de los tracios en el área de losRódope. 
Los cimientos de la iglesia están dispuestos en forma de una sola nave basílical de 16,5 m de longitud, que es la forma más típica de un templo cristiano primitivo. El púlpito está excepcionalmente bien conservado y está ricamente decorado con adornos grabados en la piedra, incluyendo un águila con las alas extendidas claramente visible. También lleva cinco inscripciones en griego.

## Galería

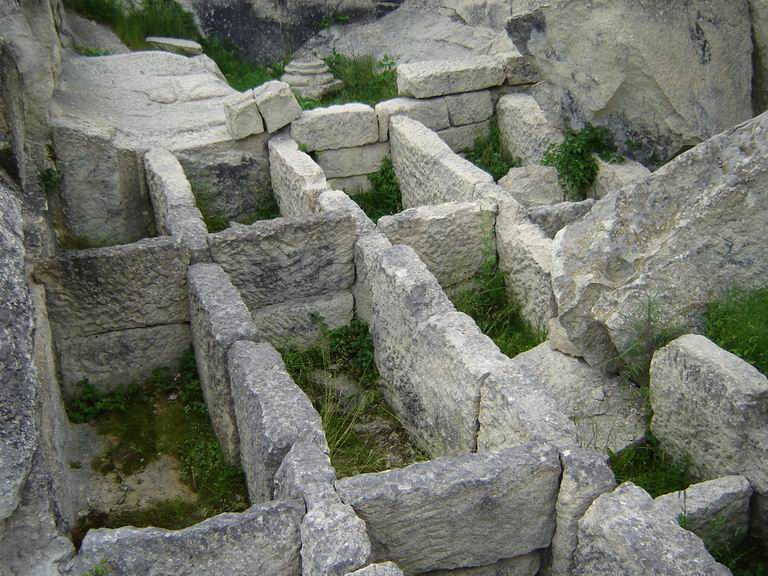
Las tumbas de los gobernantes.
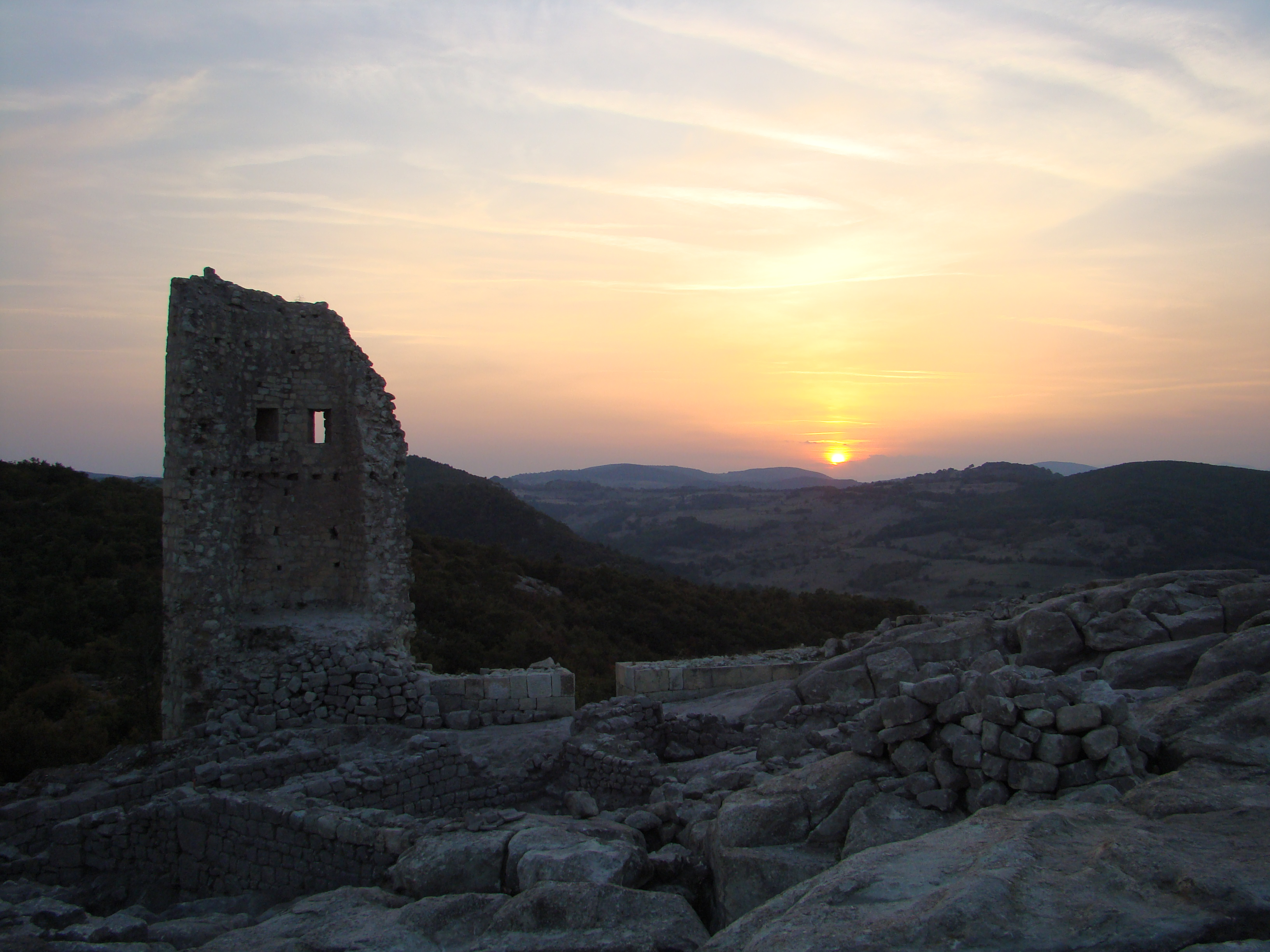
Otros edificios antiguos en Perperikon.
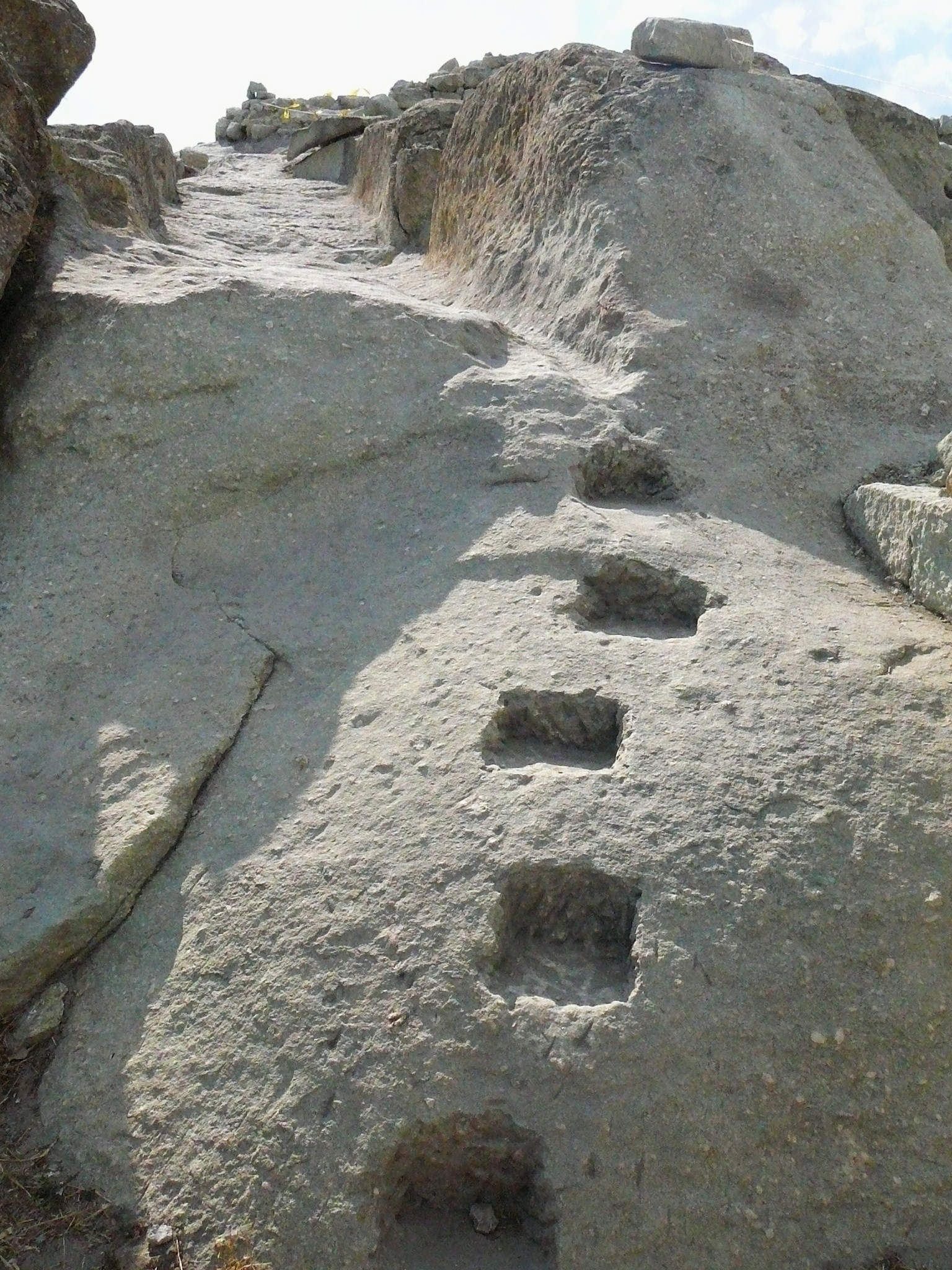
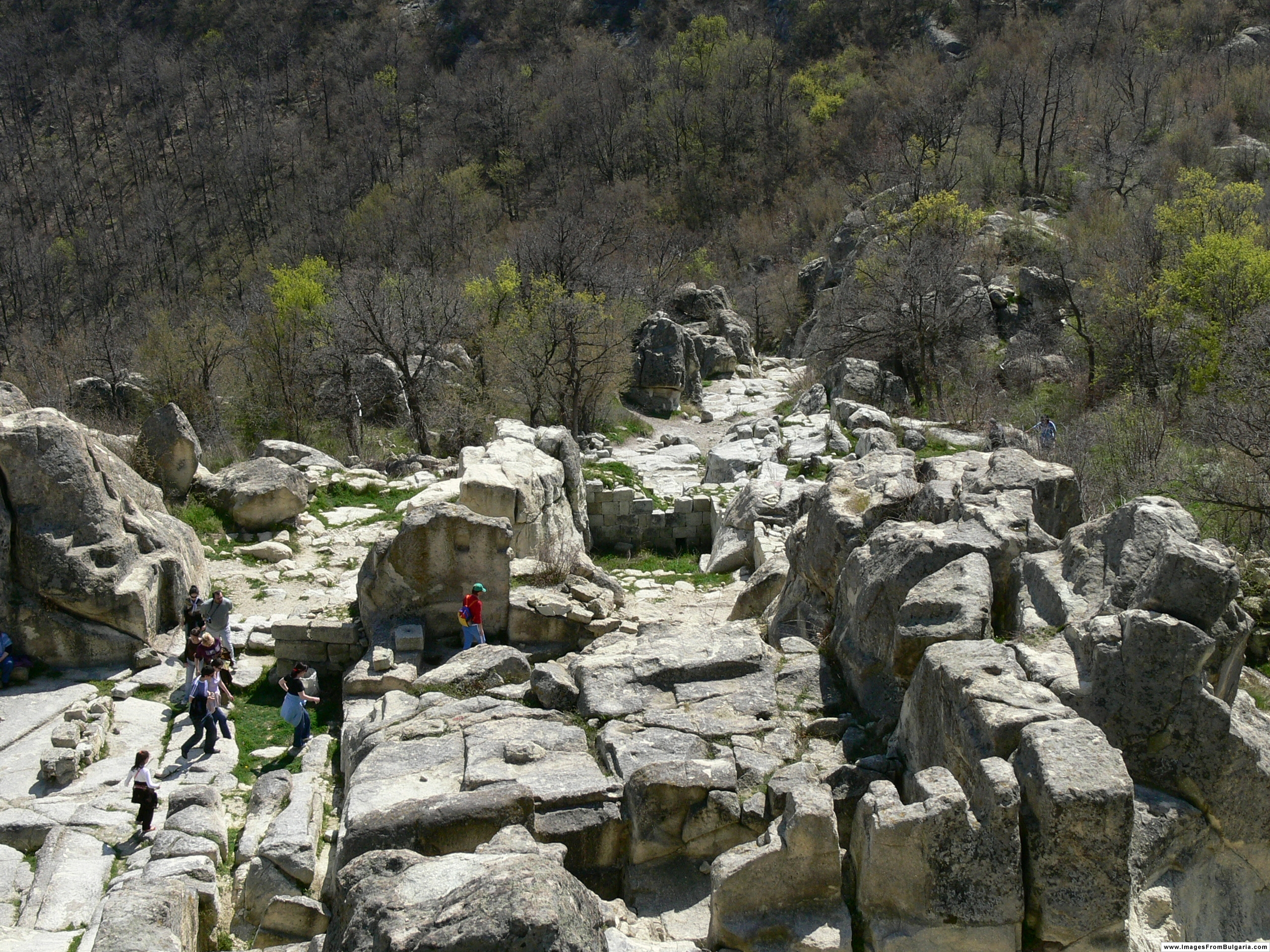
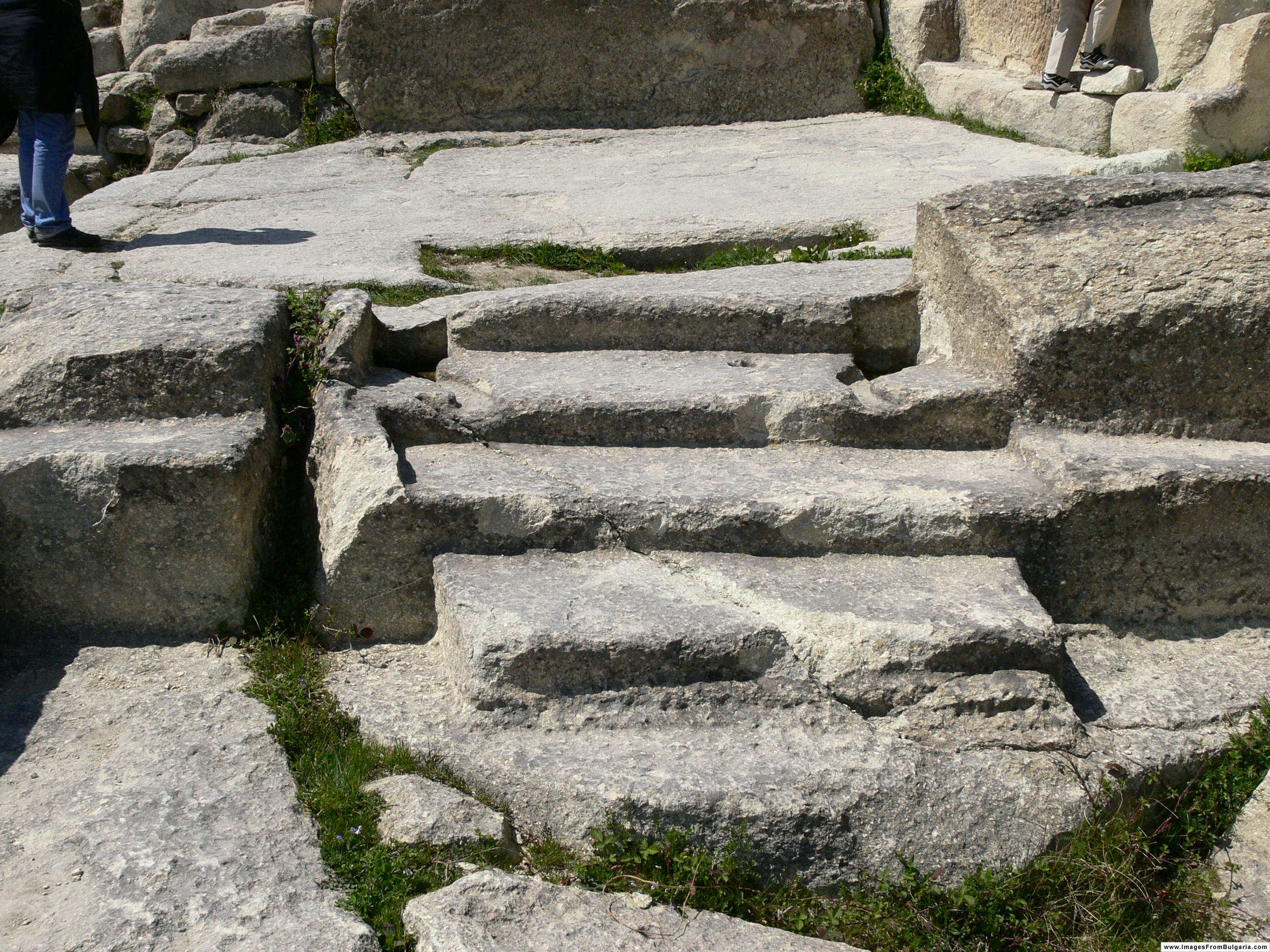
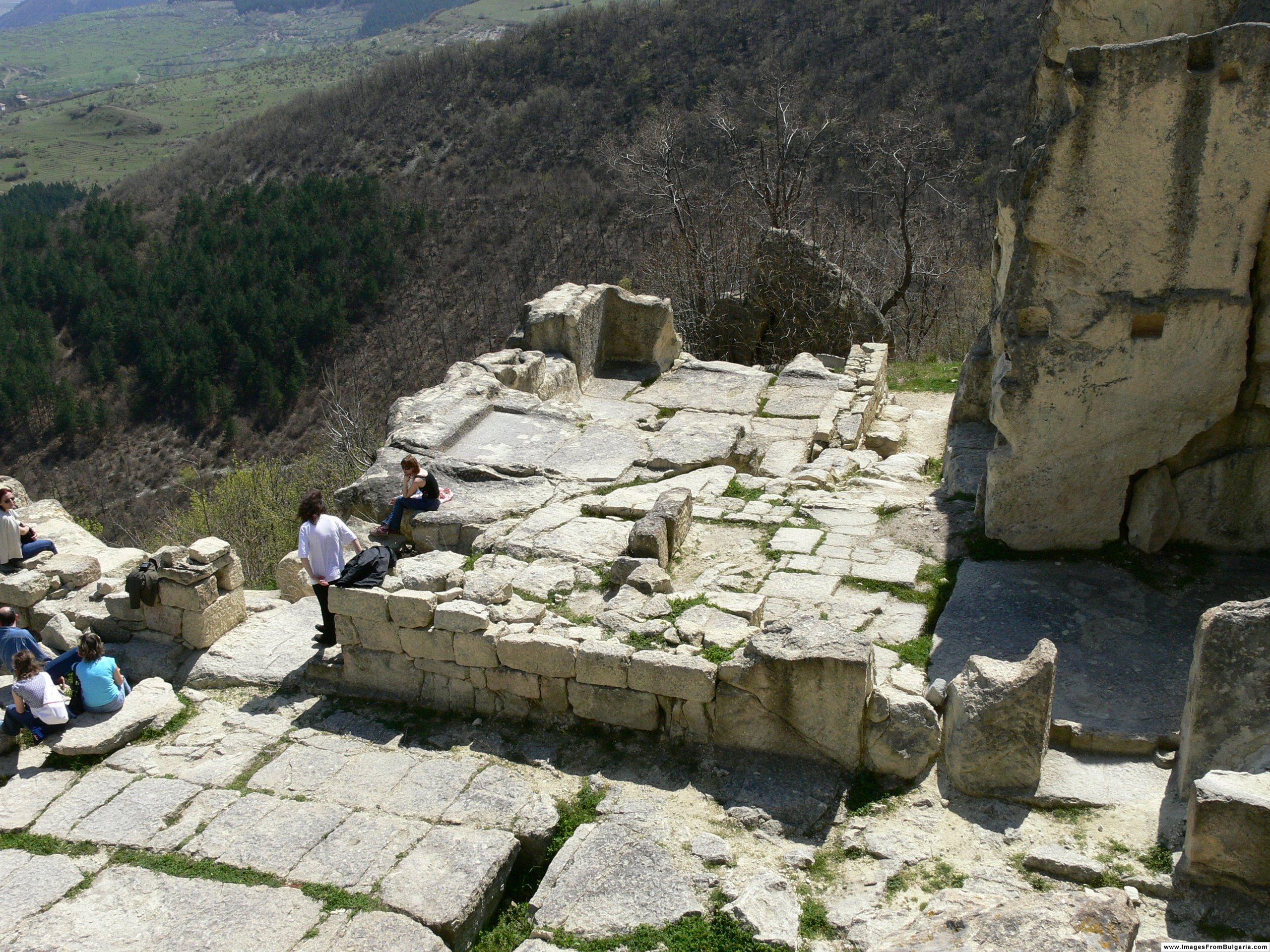
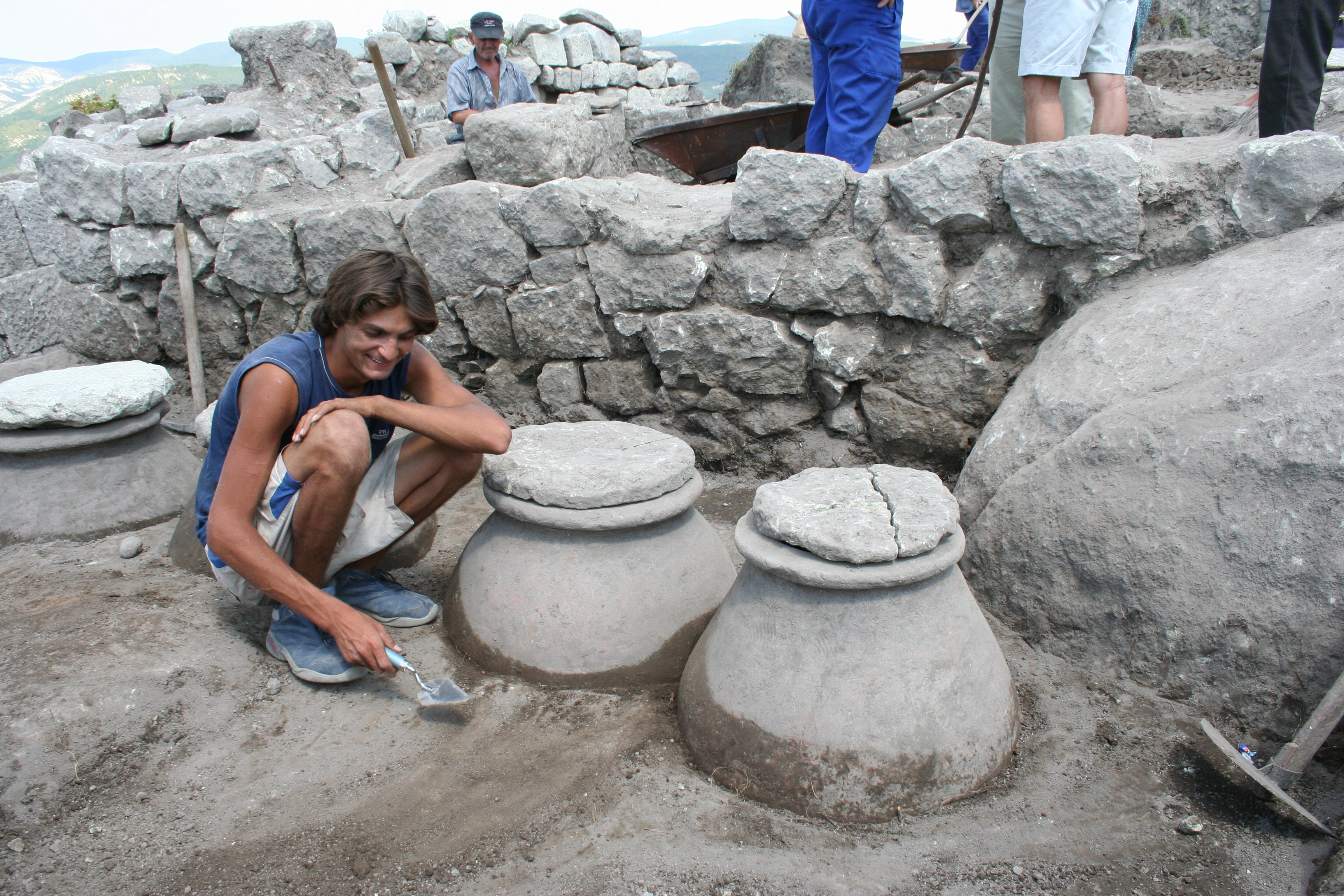

## Otros sitios llamados Perperek
Perperek Knoll en la Isla Livingston en las Islas Shetland del Sur, Antártida lleva el nombre del asentamiento de Perperek, en relación con la ciudad santa de Perperikon, en Tracia. 